# Dzialdowo
Dzialdowo pronunciado /d͡ʑau̯ˈdɔvɔ/ (en alemán: Soldau) (prusiano antigua: Saldawa) es una ciudad del norte de Polonia con 24.830 habitantes (2006), capital del condado de Działdowo. Como parte de Masuria, está situado en el voivodato de Varmia y Masuria desde 1999, aunque perteneció anteriormente al voivodato de Ciechanów, entre 1975 y 1998. La ciudad es un importante nudo ferroviario que conecta la capital de Varsovia con Gdansk y Olsztyn al norte.

## Historia
El primer asentamiento en los alrededores, conocido como Sasinowie en polaco y Sassen en alemán, fue establecido por los antiguos prusianos, una tribu indígena del Báltico. Los Caballeros Teutónicos conquistaron la región y construyeron un castillo, del que aún se conserva un ala. El nuevo asentamiento cerca del castillo fundado por Mikołaj z Karbowa y llamado Soldov recibió los privilegios de ciudad el 14 de agosto de 1344 por el gran maestre Ludolf König. El nombre Dzialdoff se escribió por primera vez en un mapa de 1409 durante la guerra polaco-lituana-teutónica.

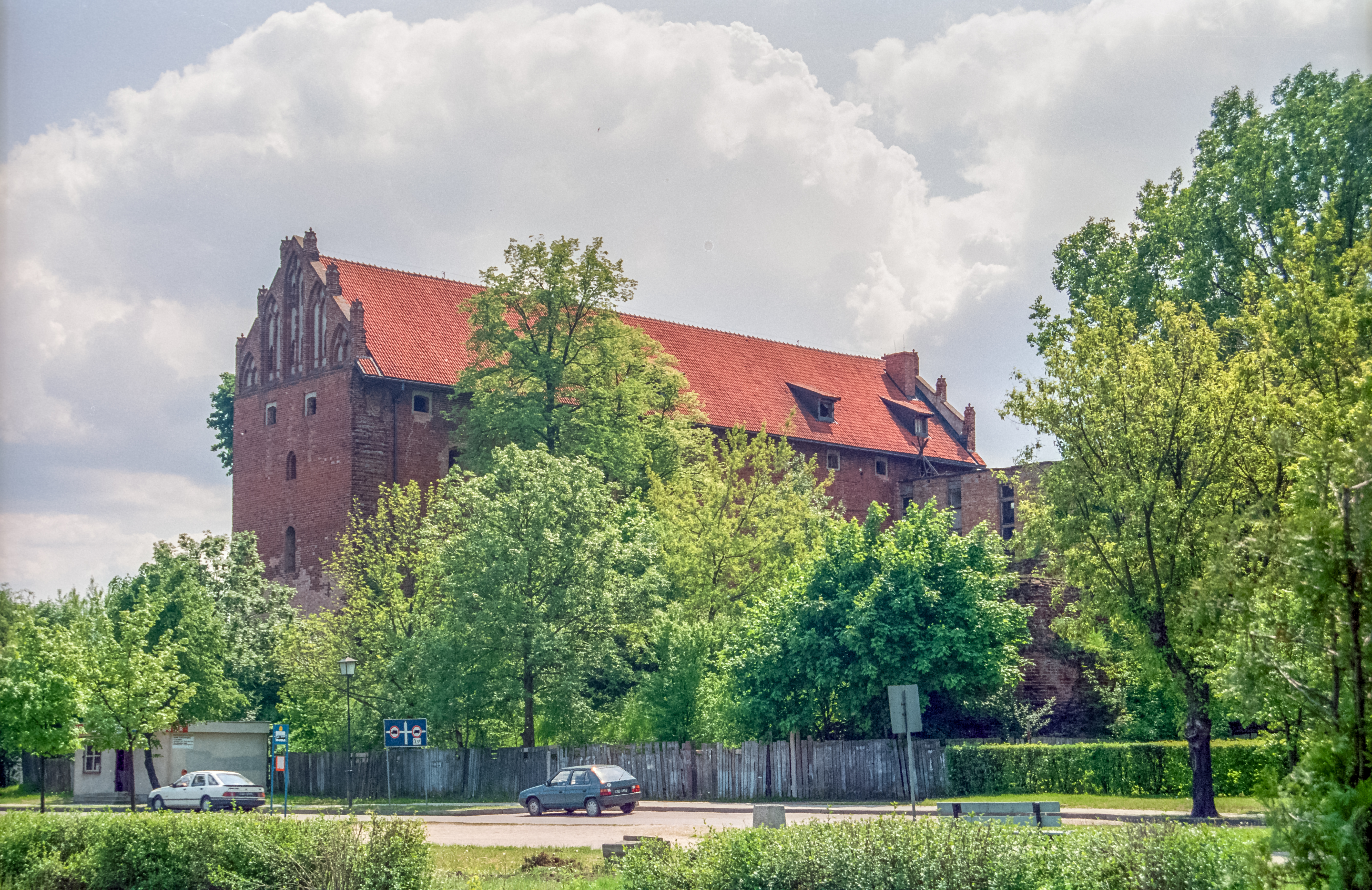
Castillo de Działdowo

En 1444, la ciudad se unió a la Confederación Prusiana antiteutónica, a petición de la cual el rey Casimiro IV Jagellón firmó el acta de incorporación de la región al Reino de Polonia en 1454, y los habitantes expulsaron a los Caballeros Teutónicos y reconocieron al rey polaco como gobernante legítimo. Durante la posterior Guerra de los Trece Años, la ciudad fue capturada brevemente por los Caballeros Teutónicos en 1455. Después del tratado de paz firmado en Toruń en 1466, pasó a formar parte de Polonia como feudo del Estado monástico de los Caballeros Teutónicos.
Dentro del Ducado de Prusia (feudo polaco hasta 1657), el asentamiento se convirtió al luteranismo durante la Reforma protestante del siglo XVI. Los siguientes municipios pertenecían a la parroquia protestante de Soldau: Amalienhof, Borowo, Bursch, Cämmersdorf, Gajowken, Hohendorf, Kyschienen, Königshagen, Kurkau, Niederhof, Pierlawken, Pruschinowo y Rudolfsfelde.

### Reino de Prusia y Alemania
En 1701 la ciudad pasó a formar parte del Reino de Prusia, a partir de 1773, de la recién formada provincia de Prusia Oriental. Dentro del Reino de Prusia y el posterior Imperio alemán, el asentamiento se convirtió en un importante nudo ferroviario del este de Prusia en la segunda mitad del siglo XIX.

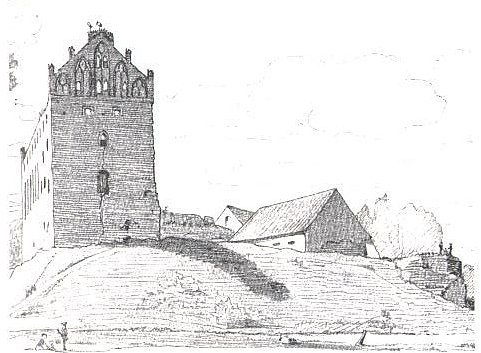
El castillo en el.

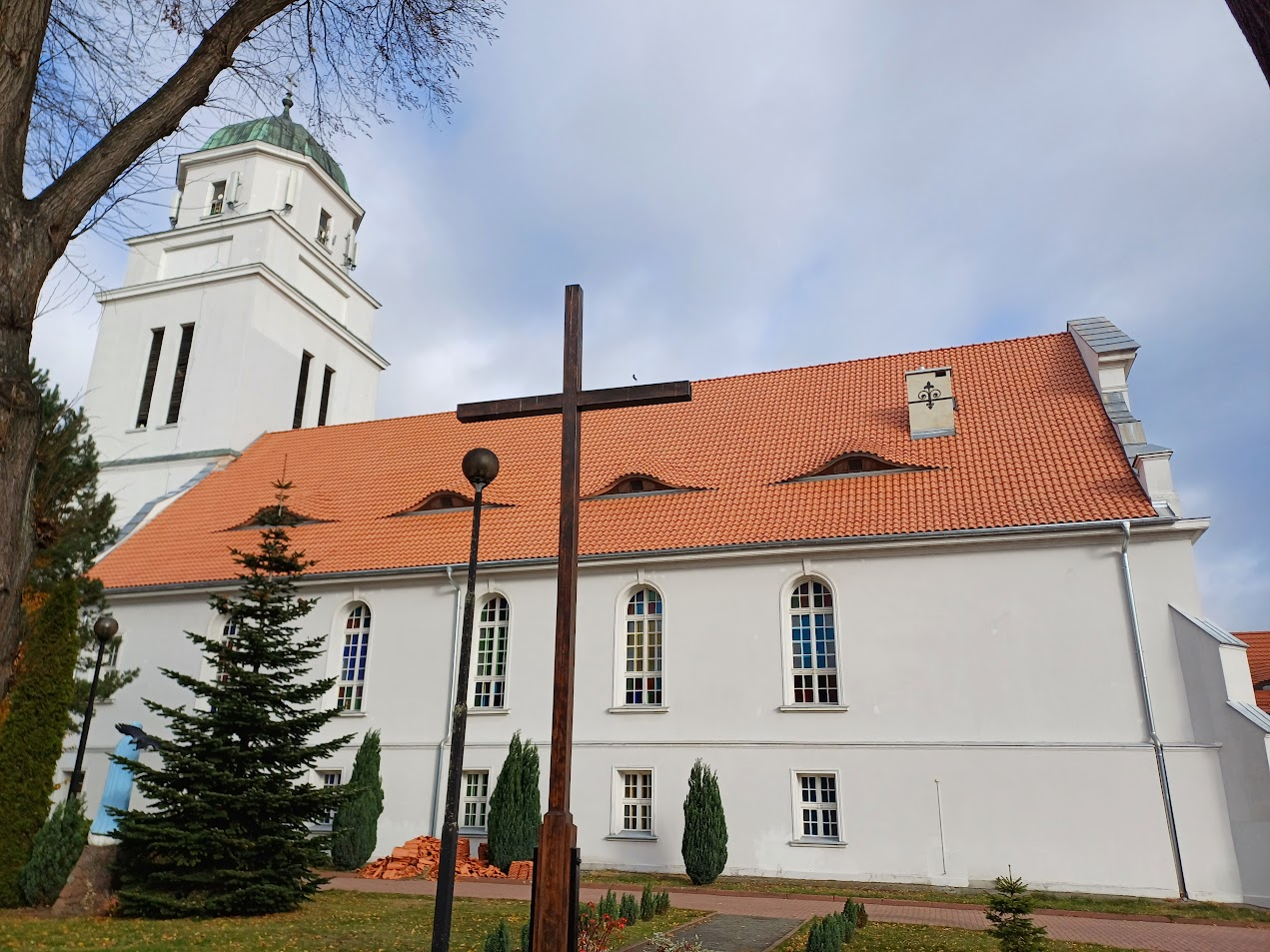
Iglesia de la Exaltación de la Santa Cruz

La ciudad tenía mayoría polaca en 1825 con 1496 polacos y 386 alemanes viviendo en ella. Al mismo tiempo, las autoridades prusianas se mostraron hostiles con la población local debido a su actividad independentista polaca durante los levantamientos de noviembre y enero en el Zarato de Polonia. Durante el levantamiento de enero de 1863, la población local estableció en secreto un depósito de municiones y un punto de contacto para ayudar a sus compatriotas polacos en la lucha contra el Imperio ruso; se encontraba en la casa del doctor Russendorf. Las autoridades prusianas arrestaron a varios lugareños y hostigaron a la población local que intentó formar unidades militares para ayudar al levantamiento. La zona siguió siendo polaca a pesar de los intentos de germanización. En 1815, el 79% de la población local era polaca y sólo el 21% alemana. En 1837, el 74% eran polacos y el 26% alemanes. En la segunda mitad del siglo XIX, el 87% de la población del distrito era polaca. Con el aumento de los esfuerzos de germanización en 1910, toda la población del distrito se dividía entre un 57% de polacos, un 42% de alemanes y un 1% de judíos, según las estadísticas oficiales alemanas. En 1910 la ciudad tenía 4.728 habitantes, de los cuales 3.589 eran alemanes. En 1912 los alemanes introdujeron en el censo de la zona los términos "Masurs" y "lengua masuriana" en lugar de "polaco" y "lengua polaca". Formaba parte del distrito de Landkreis Neidenburg, en Prusia Oriental, y era la ciudad más meridional de la provincia.
La ciudad fue disputada en las primeras etapas de la Primera Guerra Mundial. Fue ocupada brevemente por tropas rusas y recuperada por los alemanes durante la batalla de Tannenberg. La ocupación de Soldau se describe en la novela de Aleksandr Solzhenitsyn August 1914.

### Polonia de entreguerras
A pesar de los intentos de la población y las autoridades alemanas locales y del Gobierno alemán, la ciudad junto con los asentamientos vecinos fue transferida a la renacida Polonia el 17 de enero de 1920 por el Tratado de Versalles por razones geoestratégicas sin participar en el plebiscito de Prusia Oriental. La conexión del Ferrocarril Oriental Prusiano con la Prusia alemana, como Deutsch Eylau (Iława), Osterode (Ostróda) y Neidenburg (Nidzica) en la Prusia Oriental, fue cortada tras los cambios de frontera. Tras la cesión de la ciudad a Polonia, gran parte de los habitantes alemanes se marcharon, incluyendo no sólo a los germanohablantes, sino, aproximadamente en el mismo porcentaje, a los polacos, a pesar de las campañas polacas para ganarlos como nacionales.
El candidato del Partido Alemán, Ernst Barczewski, fue elegido al Sejm con el 74,6% de los votos en 1920, y al Senado polaco con el 34,6% de los votos por el Bloque de Minorías Nacionales en 1928. En 1921, el censo polaco arrojó los siguientes datos sobre la composición étnica de todo el distrito: polacos, 15.496; alemanes, 8.187; otros, 44.
Durante la guerra polaco-soviética, Dzialdowo estuvo brevemente ocupada por el Ejército Rojo, que fue aclamado como libertador por la población local, y la ciudad volvió a izar la bandera alemana, pero pronto fue recuperada por el ejército polaco.

### Segunda Guerra Mundial

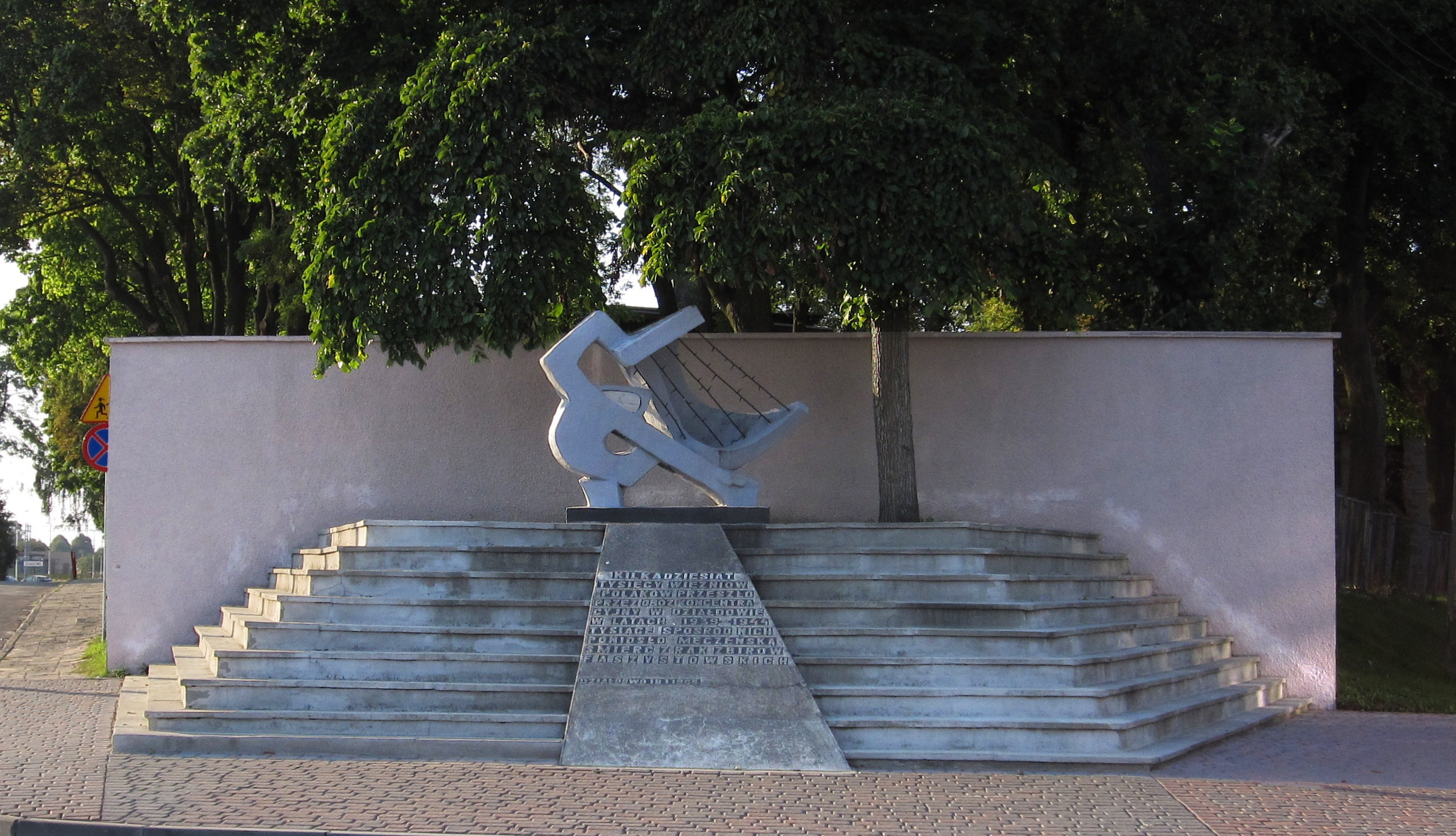
Monumento a las víctimas del campo de concentración de Soldau

Durante la invasión alemana de Polonia de 1939 que dio comienzo a la Segunda Guerra Mundial, la ciudad fue invadida por Alemania, y luego el Einsatzgruppen entró para cometer crímenes nazis contra la población polaca. Bajo la ocupación alemana, la ciudad fue anexionada al distrito de Neidenburg por la Alemania nazi. La minoría alemana en la ciudad formó el escuadrón de la muerte Selbstschutz que capturó y torturó a los líderes polacos y a los miembros de las élites políticas y culturales antes de asesinarlos. Sólo algunos de los activistas polacos locales fueron capturados por los alemanes, ya que la mayoría huyó y se escondió bajo nombres falsos en el Gobierno General (la Polonia central ocupada por los alemanes).
En 1939, los ocupantes establecieron un campo de prisioneros de guerra para soldados polacos capturados en los cuarteles militares polacos de antes de la guerra. En diciembre de 1939 se convirtió en un campo para civiles polacos detenidos durante la Intelligenzaktion, que luego se convirtió en el campo de concentración de Soldau, en el que fueron asesinados entre 10.000 y 13.000 prisioneros de un total de 30.000. El primer transporte masivo de prisioneros polacos llegó al campo desde el cercano distrito de Ciechanów en diciembre de 1939, y esas fueron las víctimas de la primera ejecución masiva en el campo. Los alemanes también gestionaron dos campos de trabajos forzados en la ciudad. En 1943, en Varsovia, los activistas de Działdowo crearon el Instituto de Investigación secreto de Masuria (Mazurski Instytut Badawczy), que formaba parte de la Organización de Enseñanza Secreta de Polonia.
La ciudad sufrió graves daños durante los combates en el frente oriental. Después de la guerra, fue asignado a Polonia en virtud de los cambios fronterizos promulgados en la Conferencia de Potsdam de 1945 y se convirtió en Dzialdowo.

## Transporte
La ciudad está situada en la intersección de las carreteras Voivodato 542, 544, 545. También hay una estación de tren.

## Residentes notables
- Kasia Stankiewicz (nacida en 1977), cantante

## Relaciones Internacionales
Działdowo está hermanada con el distrito de Hersfeld-Rotemburgo, de Alemania, y con Truskavets, de Ucrania.